# یسیکا گریبفسکی
یِسیکا گِرِیبُفسکی Jessica Grabowsky (زادهٔ ۸ آوریل ۱۹۸۰) بازیگرِ زنِ فنلاندی است. وی برای بازی در فیلم Missä kuljimme kerran در سال ۲۰۱۱ نامزد دریافتِ جایزهٔ Jussi برای بهترین بازیگر نقش اول زن شد. گریبفسکی در سال ۲۰۰۷ از آکادمی تئاتر هلسینکی، فارغ‌التحصیل شده‌است.

## گزیدۂ فیلمها
- Ilonen talo (2006)
- Kotikatu (2009–2010)
- Missä kuljimme kerran (2011)
- Hulluna Saraan (2012)
- 8-pallo (۲۰۱۳)
- Tjockare än vatten (Thicker than water, Blutsbande, TV series, from 2014)
- Midnattssol (Midnight Sun, 2016)
- Tom of Finland (2017)